# 日本スポーツプレス協会
一般社団法人日本スポーツプレス協会（にほんスポーツプレスきょうかい、Association Japonaise de la Presse Sportive）は、スポーツ写真、スポーツジャーナリズムの分野で活躍する写真家、ライター等による業界団体。

## 概要
内外在住の会員と賛助会員社によって構成される。略称は「A.J.P.S.」。会員は、国際スポーツ記者協会（Association International de la Presse Sportive/A.I.P.S.）に加入することができる。アジア競技大会、世界陸上など内外の競技大会で共同でADカードを取得するなどフリーランスのスポーツ写真家・ライターの活動の便宜を図っている。

## 沿革
- 1976年6月1日設立。
- 1982年5月、第1回日本スポーツプレス協会展開催[1]。
- 1984年6月、初めての協会編集の写真集『スポーツ写真年鑑』（講談社刊）を出版[2]。
- 1990年10月、第11回アジア競技大会（北京）で協会枠のADカードを取得[1]。
- 1991年8月、世界陸上東京大会で、協会枠のADカードを取得[1]。
- 1997年4月、機関誌『AJPS News』を創刊[3]。
- 2000年11月、写真集『20世紀スポーツの肖像ー心に残るアスリートたちー』出版（学習研究社刊）[4]。
- 2004年4月、有限責任中間法人日本写真著作権協会(JPCA)に正式加入[1]。

## 注
1. 1 2 3 4  日本スポーツプレス協会（A.J.P.S.）概要
2. ↑  紀伊國屋書店BookWeb
3. ↑  日本スポーツプレス協会（A.J.P.S.）概要
4. ↑  紀伊國屋書店BookWeb